# عمارة شلهوب
عمارة شلهوب هي إحدى القرى اللبنانية من قرى قضاء المتن في محافظة جبل لبنان.